# Assembly Rooms de Bath

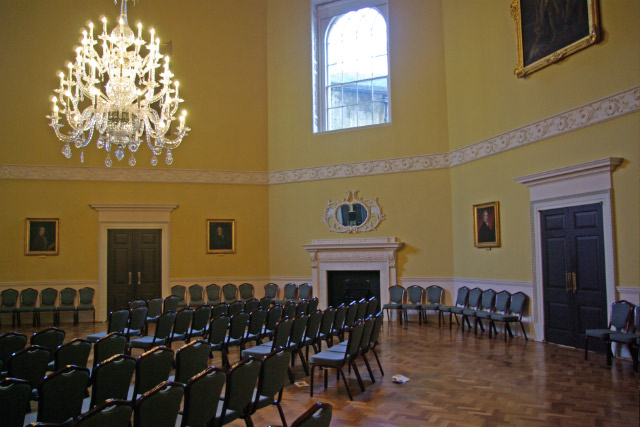
La « salle octogonale » des Assembly Rooms de Bath, où se déroule un épisode de Persuasion.

Les Assembly Rooms de Bath, conçues par John Wood le Jeune en 1769, sont un élégant ensemble de « salles des fêtes » situé au cœur de la partie historique de Bath, dans le Somerset, en Angleterre, et qui sont aujourd'hui ouvertes à la visite en tant que site touristique.
Ces Assembly Rooms sont également connues sous le nom de Upper Rooms, ou encore de Upper Assembly Rooms, car il existait du temps de Jane Austen les Lower Rooms, ou Lower Assembly Rooms, qui ont été détruites dans un incendie en 1820, là où se trouvent aujourd'hui les Parade Gardens. 
Les Assembly Rooms évoquent les romans de Jane Austen, et tout spécialement Northanger Abbey, où elles sont au cœur de l'épisode qui se déroule à Bath.

## Présentation desAssembly Rooms
Il y a quatre salles principales dans ce complexe :
- la grande salle de bal, longue de 100 pieds (30 mètres), qui est le plus grand espace intérieur d'époque géorgienne de Bath ;
- le salon de thé ;
- le salon des jeux de cartes ;
- et la salle octogonale.

## LesAssembly Roomset Jane Austen

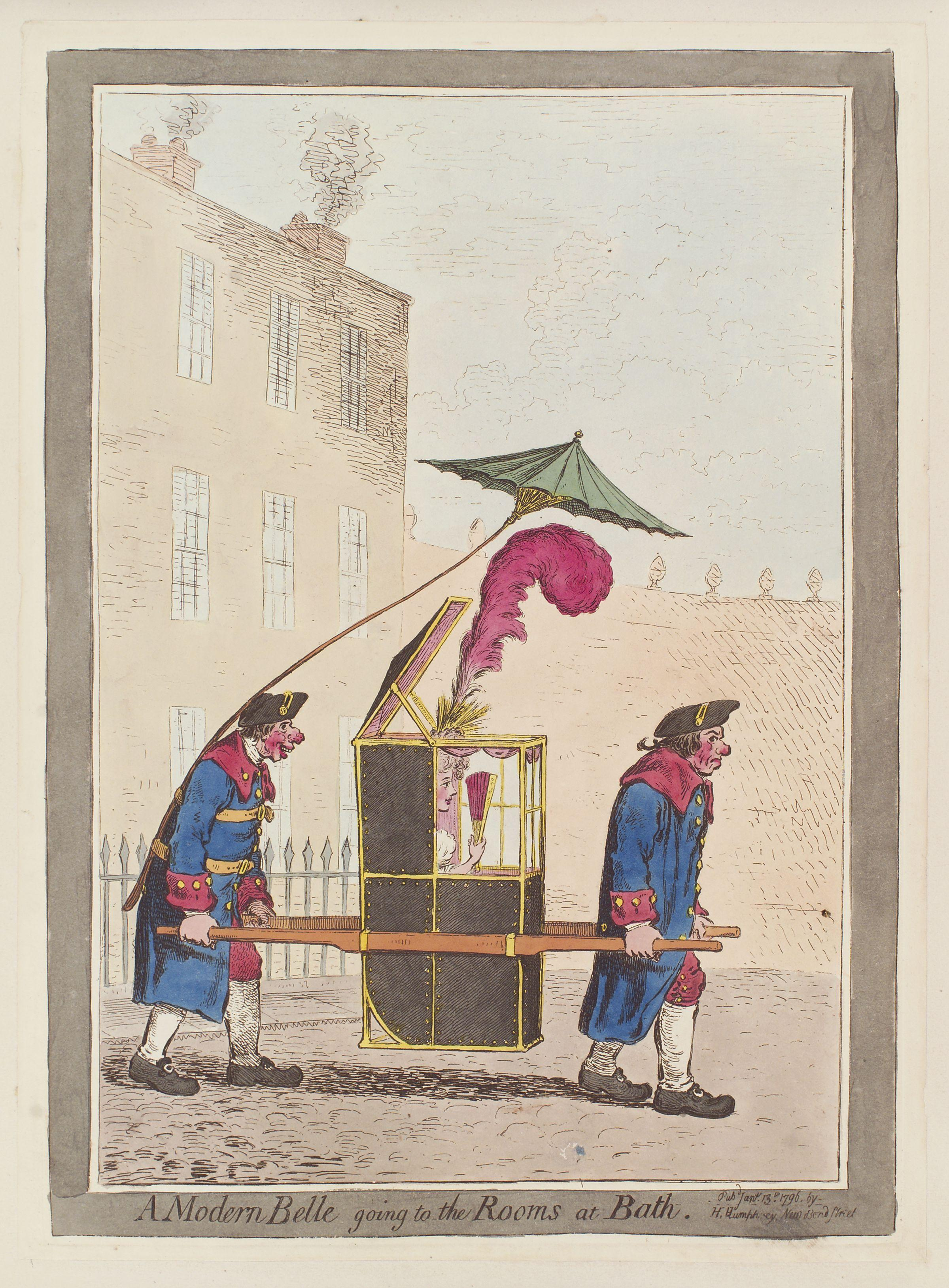
Élégante se rendant aux Assembly Rooms de Bath, décrites dans Northanger Abbey et dans Persuasion (caricature de James Gillray de 1796).

Bath — où elle vécut avec sa famille de décembre 1800 à 1807 — se retrouve fréquemment dans l'œuvre de Jane Austen. C'était alors une ville mondaine de 35 000 habitants (beaucoup plus petite que Londres avec son million d'habitants à la même époque), fort courue, où il était de bon ton de se retrouver. 
On allait alors aux Rooms (go to the Rooms), centre géographique de toutes les activités de Bath, et où l'on était sûr de voir et de se faire voir. C'était là que se tenaient les grands bals, si courus par les jeunes filles à marier. 
L'épisode de Northanger Abbey qui se situe à Bath se déroule en grande partie aux Assembly Rooms :

« Mrs Allen was so long in dressing, that they did not enter the ball-room till late. The season was full, the room crowded, and the two ladies squeezed in as well as they could. As for Mr Allen, he repaired directly to the card-room, and left them to enjoy a mob by themselves. (Northanger Abbey) »

« Mrs Allen fut si longue à s'habiller, qu'ils ne pénétrèrent dans la salle de bal que fort tard. La saison battait son plein, la pièce était bondée de monde, et les deux dames s'y faufilèrent tant bien que mal. Quant à Mr Allen, il se rendit directement au salon des jeux de cartes, et les laissa à elles-mêmes pour qu'elles profitent du bain de foule. (Northanger Abbey) »

Dans Persuasion - l'autre roman de Jane Austen dont une partie se déroule à Bath - c'est lors du concert donné dans la salle octogonale des Assembly Rooms qu'ont lieu les retrouvailles « ratées » d'Anne Elliot et de Frederick Wentworth.